# Di canti di gioia
Pour les articles homonymes, voir Gioia.
Di canti di gioia, appelé également Inno universitario est l'hymne universitaire italien.
C'est aussi, avec Gaudeamus igitur, un des deux hymnes de la Goliardia.
Il a été composé en 1891 par Giovanni Gizzi et G. Melilli.
Son texte parle notamment des étudiants italiens combattants pour l'indépendance italienne en 1848.
L'auteur de la musique est inconnu.

## Paroles
Di canti di gioia, — di canti d'amore

Risuoni la vita, — ma spenta nel core,

Non cala per essi — la nostra virtù. 

 

Dai lacci sciogliemmo — l'avvinto pensiero

Ch'or libero spazia — nei campi del vero;

E sparsa la luce — sui popoli fu. 

 

Ribelli ai tiranni, — di sangue bagnammo

Le zolle d'Italia; — fra l'armi sposammo

In sacro connubio — la patria al saper. 

Ed essa faremo — co'petti, co'carmi

Superbia nell'arti, — temuta nell'armi,

Regina nell'opre — del divo pensier. 

## Source
- Aldo Alessandro Mola, Corda Fratres, Storia di una associazione studentesca nell'età dei grandi conflitti, 1898-1948, (Corda Fratres, Histoire d'une association étudiante à l'époque des grands conflits, 1898-1948), CLUEB - Cooperativa Libraria Universitaria Editrice Bologna, 1999, page 48.